# 嫵琉灰蝶
嫵琉灰蝶（学名：Udara dilecta），又名達邦琉璃小灰蝶;珍貴嫵灰蝶、達邦瑠璃小灰蝶、錐粟琉璃灰蝶、埔里琉璃小灰蝶，为灰蝶科嫵琉灰蝶下的一个种。
是一種分佈於印度、尼泊爾、中國及馬來半島的小型蝴蝶，屬於灰蝶科的一員。此物種最早由弗雷德里克·摩爾於1879年描述。

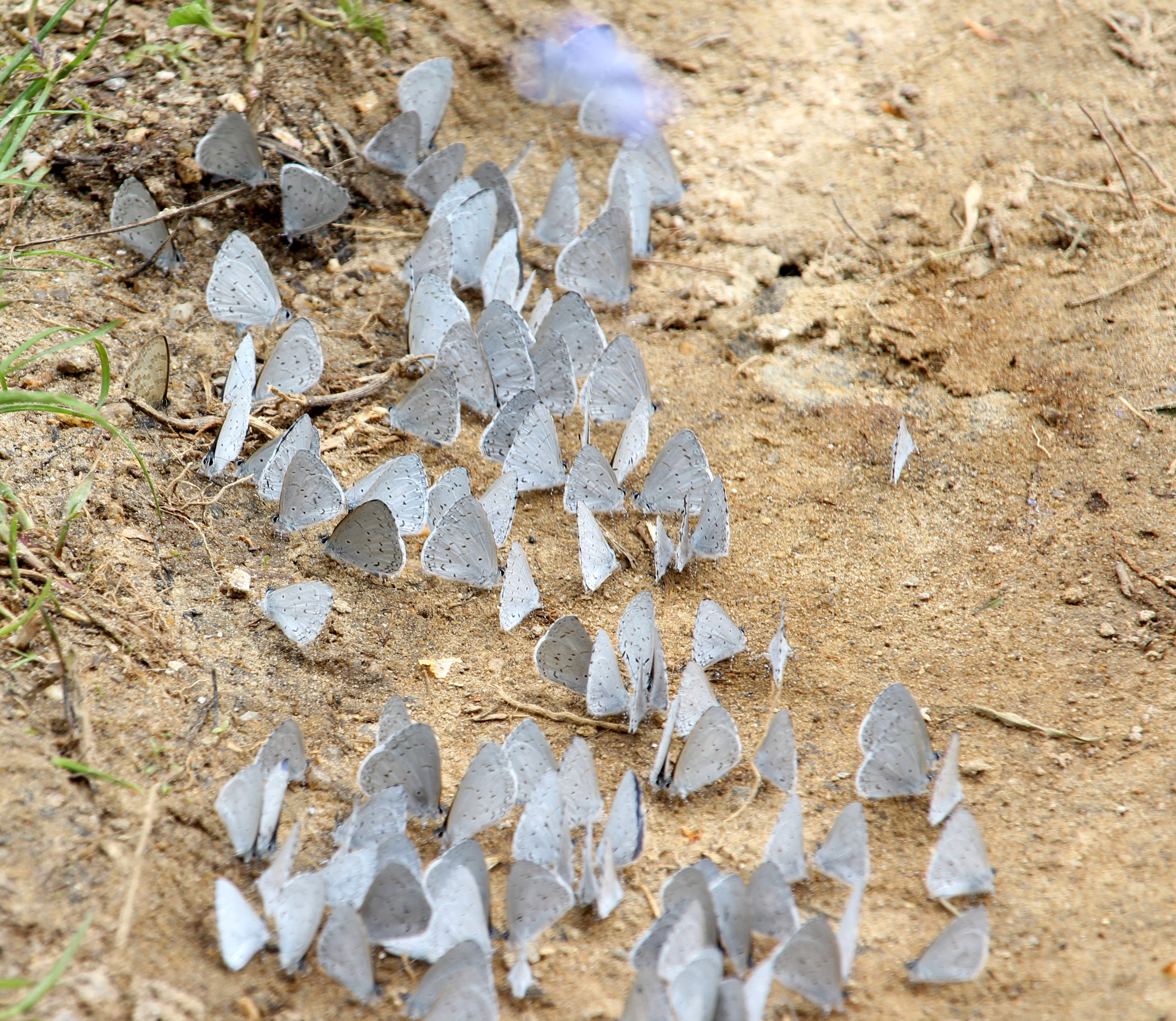
吸水行為

## 描述
本種具雌雄二型性，屬中型灰蝶。
身體背面暗褐帶藍，腹面白色。頭部有褐色毛，額中央具白帶；複眼有毛，觸角黑褐色帶白環；口器褐色，下唇鬚前伸、白色，末端細長如棒、帶黑褐色。前足跗節：雄蝶癒合，末端尖細；雌蝶不癒合。足白色，帶褐色條紋。
前翅長11-16 mm，呈三角形、外緣略突出，後翅呈扇形。翅背面：雄蝶為藍紫色，前翅外緣有細黑邊，翅面常見白斑；雌蝶翅背底色褐，翅基至中段有藍色斑，外緣有寬黑邊，藍色外緣常帶白斑，後翅則呈藍灰色模糊紋。
翅腹面白色，前、後翅中央有褐色斑列：前翅斑紋排列成直線，後翅斑點排列彎曲，並偏向翅基。翅中室末端具細褐線，後翅中室與翅基亦有小褐點。亞外緣帶紋包括內側波狀深紋與外側黑點列。緣毛白色，翅脈端呈褐色。

## 分佈
廣泛分布於東洋區，包括日本南部及新幾內亞。在臺灣，主要見於低至中海拔山區，但北部較少見。

## 棲地
棲息於常綠闊葉林，一年多代。成蝶喜訪花，雄蝶常群聚於濕地吸水或取食鳥糞；幼蟲以殼斗科植物的花穗為食。